# Project X Paris
Project X Paris es una marca francesa de streetwear  basada en Roissy-en-France . Figura en el ranking de las empresas europeas con el crecimiento más rápido según el Financial Times. Además, desde 2022 es la  estrella de la marca del centro turístico costero de Saint Jean de Monts en Vendée,   y de Argeles sur mer en los Pirineos Orientales. 

## Vistazo
Project X Paris fue creada el 8 de abril de 2013 en Roissy-en-France por Jimmy y Maxime Gov. 
En 2021, la marca lanzó una colección conjunta en colaboración con el presentador Cyril Hanouna.    Project X Paris se convirtió en un patrocinador de la gira de la cantante Wejdene en 2022. 
La marca también colaboró con Chris Brown, Aya Nakamura, ,Snoop Dogg, Jason Derulo,  Lionel Messi,  Maître Gims, Booba, Post Malone, Gunna, ,Koba, Vegedream,  Akon, French Montana, Gradur, 1PLIKÉ140, JayMax, Paul Kabesa, MHD, Neymar, Kimpembe ,  Riyad Mahrez, David Luiz  Bosh, Uzi,  SCH, Naps, Soso Maness, 6ix9ine. 

La primera colección de Project X Paris salió en 2015. La primera tienda de la marca se abrió al año siguiente.   En 2017, la sociedad lanzó un sitio web y abrió su primera tienda minorista. En 2022, la marca contaba con 40 tiendas físicas, incluido en Dubai, Los Ángeles, Berlín y Londres. 
La marca lanzó su franquicia en 2019.  En mayo de 2022, Project X Paris abrió showroom en Madrid, España.
Inicialmente, Project X Paris solo producía ropa para hombres, luego empezó a producir ropa para mujeres.   La gama de productos de la marca incluye jeans, camisetas, parkas, sudaderas, sudaderas con capucha, bombers, abrigos, suéteres, etc. 